# Tunnel del Fehmarn Belt
Il tunnel del Fehmarn Belt è un tunnel progettato per unire l'isola danese di Lolland con l'isola tedesca di Fehmarn, quest'ultima già unita con un ponte alla terraferma tedesca. I governi danese e tedesco hanno approvato il 29 giugno 2007 la costruzione di un collegamento fisso per sostituire il traghetto sul Fehmarn Belt, che divide la baia di Kiel dal golfo di Meclemburgo. Esso consentirà di risparmiare l'ora necessaria attualmente per attraversare lo stretto con il traghetto e fornirà una maggiore capacità di attraversamento tra i due stati.
Nel 2011, il parlamento danese ha votato in massa (con 7 partiti su 8 che hanno appoggiato il progetto) per finanziare il progetto con 5,1 miliardi di €. Il progetto del tunnel prevede cinque canne separate, due contenenti due corsie autostradali ciascuna, due con un binario ciascuna, e una di servizio (posta fra le due stradali). Il termine dei lavori è previsto per il 2029.

## Caratteristiche del tunnel

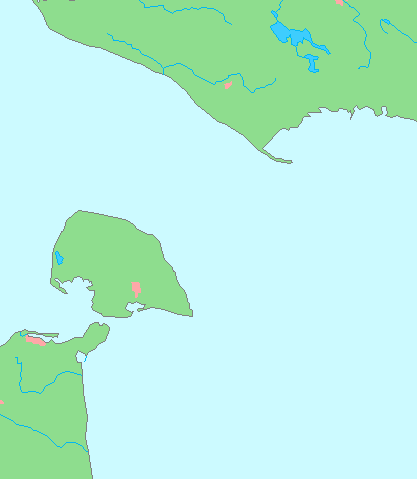
Posizione dello stretto.

Il progetto prevede un tunnel della lunghezza di 18 km che avrà i suoi punti di partenza nelle città di Rødby, a Lolland, e Puttgarden, a Fehmarn. È sviluppato dai danesi Ramboll, i britannici Arup e gli olandesi TEC Tunnel Engineering Consultants e sarà realizzato dalla società di scopo Femern A/S che oggi svolge il ruolo di committente e in futuro ne sarà il gestore. I punti di partenza e arrivo corrispondono ai due porti oggi utilizzati dai traghetti che tutti i giorni viaggiano per trasportare persone e beni da una sponda all’altra.
Il tunnel sarà appoggiato sul fondo dello stretto che geograficamente divide la baia di Kiel dal golfo di Meclemburgo. La sua costruzione prevede la realizzazione di uno scavo, le cui dimensioni massime sono pari a 60 metri di larghezza e 16 metri di profondità per i 18 km di lunghezza. Lo scavo accoglie le strutture scatolari, prefabbricate in loco sulla terraferma, all’interno dei quali scorreranno il traffico veicolare e ferroviario.
Il tunnel consisterà di quattro corsie per il traffico veicolare, due per ogni senso di marcia, e due coppie di binari. Ogni direzione di percorrenza sarà separata dalle altre con un piccolo corridoio per la gestione delle emergenze posizionato tra i flussi veicolari. Il corpo del tunnel sarà composto dall’unione di 89 scatolari in cemento armato lunghi 217 metri e pesanti circa 73.000 tonnellate ciascuno. 10 di questi sono dotati di una sottosezione con funzione di servizio e dovrebbero essere posizionati lungo il tunnel ogni 2 km. Questa scelta dovrebbe ottimizzare le operazioni di manutenzione consentendo anche di risparmiare sui costi complessivi di costruzione.
Le stime, insieme al rispetto di rigidi parametri di sicurezza di utilizzo, consentiranno ai veicoli di viaggiare all'interno del tunnel alla velocità massima di 110 km/h. I treni raggiungeranno i 200 km/h.
L’insieme di queste caratteristiche renderà il tunnel del Fehmarn Belt, una volta completato, il collegamento sottomarino più lungo del mondo della sua tipologia.
Il progetto prevede anche il recupero della terra e delle rocce scavate dal fondo del mare. Il materiale asportato verrà riutilizzato per ampliare la terraferma: secondo le stime sarà possibile realizzare una nuova superficie di circa 3 km² che amplierà le aree naturali costiere dell'isola di Lolland e, in misura minore, dell'isola di Fehmarn.